# 细纹舞蛛
细纹舞蛛（学名：Alopecosa cinnameopilosa）为狼蛛科舞蛛属的动物。分布于日本、朝鲜以及中国大陆的内蒙古、河北、安徽、湖南等地，一般生活于草丛及农田。该物种的模式产地在内蒙古。